# 연필포탄
연필포탄(鉛筆砲彈)은 조선민주주의인민공화국의 애니메이션이다.

## 줄거리
주인공인 석팔이 수학숙제를 하다가 잠이 들었는데 꿈 속에서 각도기(문화어: 분도기)와 연필 모형의 탄두를 이용해 미국 해군과 싸운다는 이야기를 담고 있다.

## 만든 사람들
- 영화문학(각본): 차계옥(공훈예술가)
- 연출: 장영환
- 책임미술(미술감독): 인영옥
- 촬영: 고병화
- 작곡: 김명희
- 대사(대본): 《김일성훈장》을 수여받은 국립연극단
- 연주: 영화및방송음악단
- 노래: 평양서창녀자고등중학교
- 《김일성훈장》을 수여받은 조선과학교육영화촬영소 아동영화창작단